# Marble Arch (métro de Londres)
Marble Arch est une station de la Central line du métro de Londres, en zone 1. Elle est située sur l'avenue Oxford Street dans la cité de Westminster.

## Histoire
La première station de Marble Arch située au coin de Quebec Street et de Oxford Street, a été ouverte le 30 juillet 1900 sur les plans de l'architecte Harry Bell Measures. Elle était alors équipée d'ascenseurs comme toutes les stations de la Central London Railway (CLR).
Dans les années 1930, celle-ci fut remplacée par le nouvel édifice situé à l'ouest du bâtiment d'origine que l'on connait aujourd'hui, équipée d'escaliers mécaniques avec une billetterie située en sous-sol.

## À proximité
- Marble Arch
- Oxford Street
- Speakers' Corner